# Ксенжполь (гмина)
Ксенжполь (пол. Księżpol) — сельская гмина (волость) в Польше, входит как административная единица в Билгорайский повет, Люблинское воеводство. Административный центр гмины — деревня Ксенжполь. Население — 6784 человека (на 2006 год).

## Сельские округа
1. Борки
2. Будзынь
3. Ксенжполь
4. Марковиче
5. Новы-Липовец
6. Майдан-Новы
7. Пшимярки
8. Ракувка
9. Рогале
10. Стары-Липовец
11. Майдан-Стары
12. Зане
13. Завадка
14. Зыне

## Прочие поселения
1. Буковец
2. Глины
3. Камёнка
4. Корхув-Други
5. Корхув-Первши
6. Павлихы
7. Кухы-Колёня
8. Куляше
9. Марянка
10. Марковиче-Цегельня
11. Плусы
12. Старе-Круле
13. Теликалы

## Соседние гмины

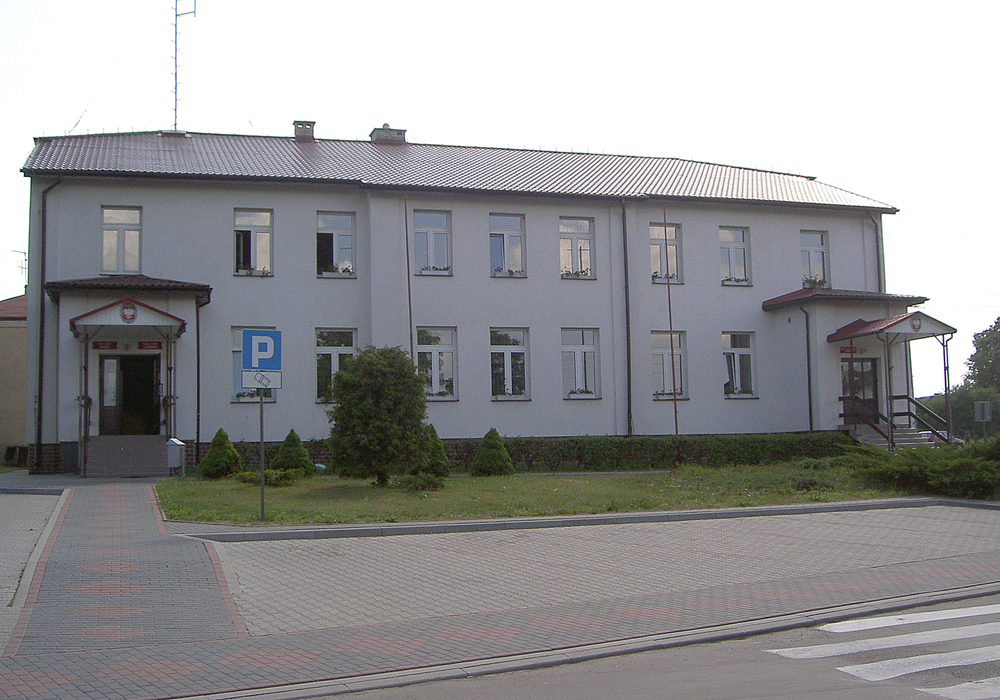
Гмина Ксенжполь

1. Гмина Александрув
2. Гмина Билгорай
3. Гмина Бища
4. Гмина Лукова
5. Гмина Тарногруд